# Cray T3E

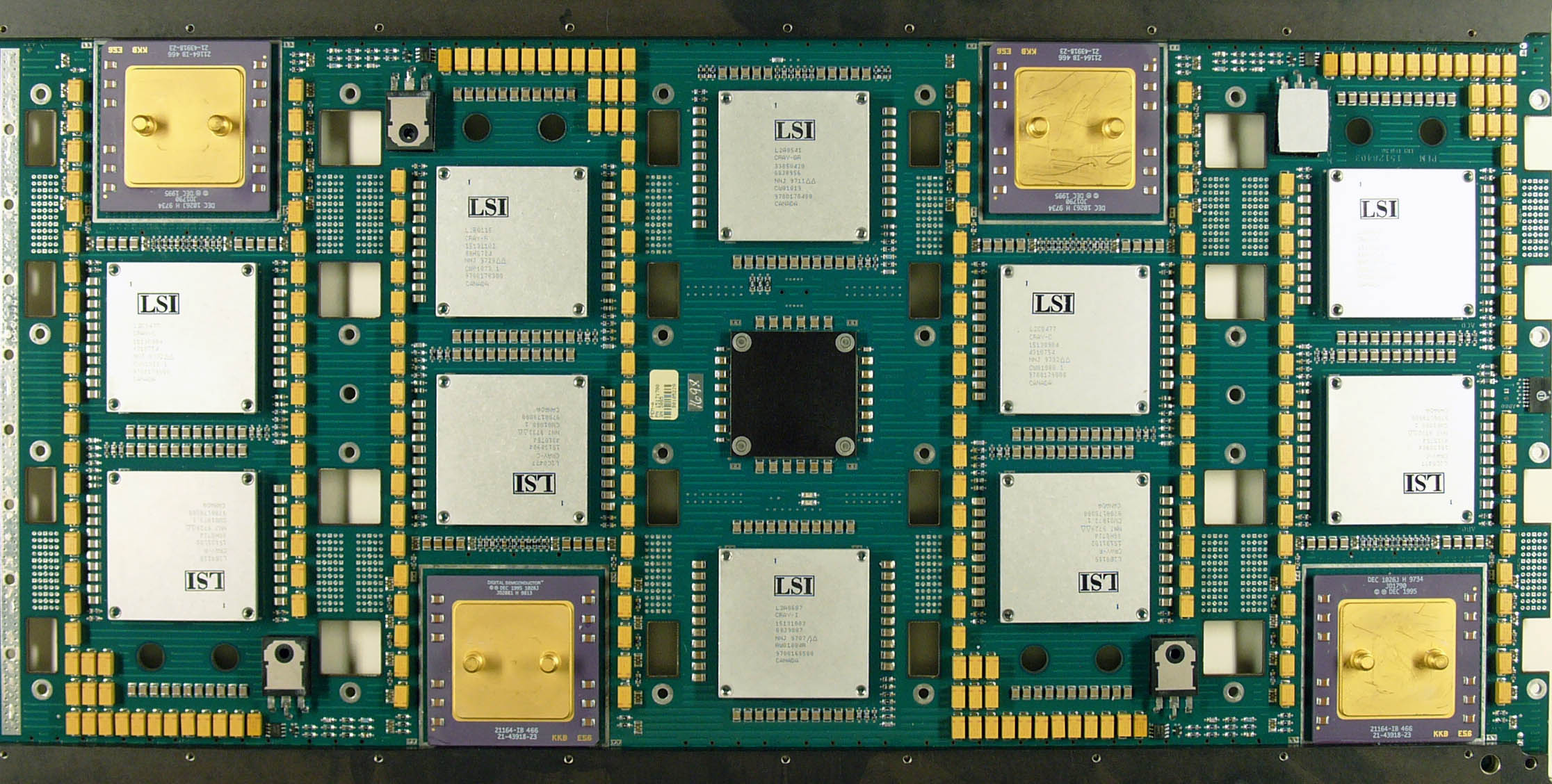
Scheda processore del T3E-600

Il Cray T3E era la seconda generazione di supercomputer a parallelismo massivo prodotti da Cray Research, il sistema venne presentato nel 1995.  Come il predecessore Cray T3D il sistema utilizzava una memoria distribuita e una topologia di interconnessione dei nodi di calcolo a toro tridimensionale. Il T3E inizialmente utilizzava come Processing Elements (PE) dei microprocessori DEC Alpha 21164 (EV5) e il sistema era progettato per scalare da 8 a 2176 PE. Ogni PE poteva avere da 64 MB a 2 GB di DRAM e una connessione a sei vie da 480  Mb/s in ogni direzione. A differenza di molti altri sistemi MPP tipo il T3D, il T3E era un sistema che non necessitava di un host dato che utilizzava il sistema operativo distribuito UNICOS/mk e una connessione GigaRing per l'I/O tra i nodi, per gestire i dischi e i nastri.
L'originale T3E (in seguito chiamato T3E-600) utilizzava processori a 300 MHz. Le versioni successive utilizzarono il più rapido 21164A (EV56), i modelli T3E-900 (450 MHz), T3E-1200 (600 MHz), T3E-1200 (600 MHz con miglioramenti nella memoria e nella rete) e il T3E-1350 (675 MHz) furono basati su varianti di quel processore. Il T3E era disponibile in configurazioni raffreddate a liquido e a aria. Le versioni a liquido avevano da 64 a 2048 PE mentre le versioni raffreddate ad aria scalavano da 16 a 128 PE.
Il T3E-1200 con 1480 processori fu il primo supercomputer a stabilire prestazioni di un PetaFLOPS con un applicativo scientifico nel 1998
Nel febbraio del 1996 la Cray Research venne acquisita dalla Silicon Graphics e lo sviluppo di nuovi sistemi basati su processori Alpha venne fermato. La nuova proprietà pur mantenendo attiva la commercializzazione e il supporto dei sistemi T3E puntava nel medio termine a convogliare i clienti verso i sistemi Origin 3000 basati su architettura MIPS. Tuttavia lo stesso anno SGI decise di vendere Cray e i sistemi T3E rimasero in produzione.